# Heiligenstock (Bergisch Gladbach)
Heiligenstock ist ein Ortsteil im Stadtteil Sand von Bergisch Gladbach.

## Geschichte
Die Ortschaft Heiligenstock ist erst nach 1831 gegründet worden. Die Siedlung wurde seinerzeit nach einem ehemaligen  Heiligenstock benannt, der hier als Kruzifix oder Heiligenbild gestanden hat.
Der Ort ist auf der Preußischen Neuaufnahme von 1892 ohne Namen und auf späteren Messtischblättern regelmäßig als Heiligenstock verzeichnet. Auf vorherigen Karten war er nicht verzeichnet. Er war Teil der preußischen Bürgermeisterei Bergisch Gladbach im Kreis Mülheim am Rhein.
| Jahr | Einwohner | Wohn- gebäude | Kategorie |
| ---- | --------- | ------------- | --------- |
| 1885 | 5         | 1             | Wohnplatz |
| 1905 | 52        | 9             | Wohnplatz |